# Feliciana Vásquez de Arce y Bernal

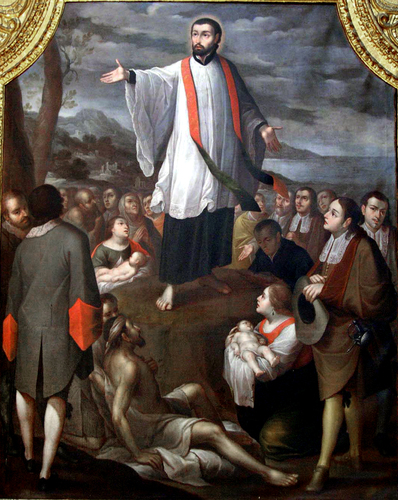
La predicación de san Francisco Javier

Feliciana Vásquez de Arce y Bernal nació en la ciudad de SantaFé, Nueva Granada, en 1675 y murió en 1753 en la misma ciudad. Fue la primera pintora neogranadina y se dedicó especialmente a la elaboración de miniaturas. Aunque constantemente se menciona su nombre en la historia del arte neogranadino, poco se sabe realmente de su vida, debido a que no hay documentos ni obras firmadas que permitan relacionarla directamente con el oficio de la pintura, dado que en la época el rol de la mujer se centraba en las labores de la casa y no en el ámbito artístico.

## Biografía
De la vida de Feliciana Vásquez se sabe poco, las fechas de su nacimiento y deceso no se han precisado por la ausencia de su acta de bautizo y su testamento. Sin embargo, su memoria se recuperó debido al hallazgo por parte de Guillermo Hernández de Alba de un caso judicial. En este su nieta Petronila de Caycedo (Hija de María Casemira Caycedo e Ignacio Carballo) reclama los derechos (herencia) de su abuelo Fernando de Caycedo.
Allí, se da testimonio de que Feliciana era hija de Gregorio Vásquez de Arce y Ceballos y que aprendió del oficio de la pintura de este taller, ejecutando algunas obras y siendo además la modelo de muchas de las pinturas encontradas en el acervo colonial. Una de las obras en las que se presume está representada es La Predicación de San Francisco Javier, donde ella se encuentra arrodillada y sosteniendo un bebe.  
Se dice que al salir de la casa de sus padres se dedicó a hacer encargos menores en la pintura y en la confección de imágenes decorativas

## Obras
- 1697: 2 series de 8 miniaturas octagonales ubicadas en los frontispicios de las mesas laterales de La predicación de San Francisco Javier y de El calvario ubicados en la iglesia de San Ignacio en Bogotá.

- 1738: Biombo santafereño, hipótesis propuesta por Jorge Luis Arango.[5]